# Bujumbura
Bujumbura (régebben Usumbura) Burundi de facto fővárosa és legnagyobb városa 658 859 (2014) lakossal. A város a Tanganyika-tó északkeleti csúcsánál helyezkedik el, és az ország kommunikációs és gazdasági központja is. A burundi parlament 2019 elején megszavazta, hogy három év múlva Bujumburából Gitegába költöztetik a fővárost – az ellenzék szerint azonban alkotmányellenes ez a döntés.

## Földrajz

### Éghajlat
Bujumbura trópusi szavanna éghajlattal rendelkezik. A nedves évszak októbertől áprilisig tart. Mivel magas tengerszint feletti magasságban fekszik a város, így a hőmérséklet alacsonyabb, mint ami az Egyenlítőhöz ilyen közelségben megszokott. Az átlagos maximum hőmérséklet 29 °C körüli, az átlagos minimum hőmérséklet 19 °C körüli.
| Hónap                         | Jan. | Feb. | Már. | Ápr. | Máj. | Jún. | Júl. | Aug. | Szep. | Okt. | Nov. | Dec. | Év   |
| ----------------------------- | ---- | ---- | ---- | ---- | ---- | ---- | ---- | ---- | ----- | ---- | ---- | ---- | ---- |
| Rekord max. hőmérséklet (°C)  | 34,0 | 32,0 | 32,0 | 31,0 | 31,0 | 31,0 | 31,0 | 33,0 | 33,0  | 33,0 | 33,0 | 34,0 | 34,0 |
| Átlagos max. hőmérséklet (°C) | 28,0 | 28,0 | 28,0 | 29,0 | 28,0 | 29,0 | 29,0 | 30,0 | 31,0  | 30,0 | 28,0 | 28,0 | 28,8 |
| Átlagos min. hőmérséklet (°C) | 19,0 | 19,0 | 19,0 | 19,0 | 19,0 | 18,0 | 17,0 | 18,0 | 19,0  | 20,0 | 19,0 | 19,0 | 18,7 |
| Rekord min. hőmérséklet (°C)  | 14,0 | 15,0 | 14,0 | 15,0 | 16,0 | 13,0 | 11,0 | 13,0 | 14,0  | 14,0 | 15,0 | 16,0 | 11,0 |
| Átl. csapadékmennyiség (mm)   | 94   | 109  | 121  | 125  | 57   | 11   | 5    | 11   | 37    | 64   | 100  | 114  | 848  |

## Történelme és látványosságai
Bujumburát 1889-ben alapították. Ekkor még csak egy kis falu volt Német Kelet-Afrikában. Az I. világháború után Ruanda-Urundit a Népszövetség Belgium igazgatása alá helyezte. Bujumbura pedig a terület igazgatási központja volt. A város neve 1962-ben, amikor Burundi független lett, Usumburáról Bujumburára változott. A függetlenség elnyerése után a város számos fegyveres összecsapás színhelye volt. A harcok az ország két legnagyobb etnikai csoportja, a hutu milíciák és a többségében tuszik alkotta hadsereg egységei között zajlottak. A városközpont egy nagy gyarmati város egy nagy piaccal, a nemzeti stadionnal, múzeumokkal (például Burundi-beli Élet Múzeuma, Burundi-beli földrajzi múzeum). Itt található még a Rusizi Nemzeti Park, a Livingstone-Stanley emlékmű.

## Gazdasági élet és közlekedés
A városban az ipari termelést a cementgyártás, továbbá a textil- és selyemgyártás reprezentálja. Itt található az ország legnagyobb kikötője, ahonnan a Tanganyika-tavon keresztül az ország legfontosabb exporttermékeinek, a kávénak, gyapjúnak, nyersbőrnek és ónércnek a kivitele bonyolódik. A várostól északnyugatra található a nemzetközi repülőtér, amelyről elsősorban a Kongói Demokratikus Köztársaságban található Kalemie városába indulnak a tavon át repülőjáratok. Ezenkívül fontos közúti főútvonalak haladnak keresztül a városon.